# Camp Pendleton South
Camp Pendleton South è un census-designated place (CDP) degli Stati Uniti d'America situato in California, nella contea di San Diego.